# Palmaria (algue)
Pour les articles homonymes, voir Palmaria.
Genre
Palmaria est un genre d'algues rouges de la famille des Palmariaceae. 

## Liste d'espèces
Selon AlgaeBase (26 juillet 2013) :
- Palmaria callophylloides M.W.Hawkes & Scagel
- Palmaria decipiens (Reinsch) R.W.Ricker
- Palmaria georgica (Reinsch) R.W.Ricker
- Palmaria hecatensis M.W.Hawkes
- Palmaria integrifolia O.N.Selivanova & G.G.Zhigadlova
- Palmaria marginicrassa I.K.Lee
- Palmaria mollis (Setchell & N.L.Gardner) van der Meer & C.J.Bird
- Palmaria moniliformis (E.Blinova & A.D.Zinova) Perestenko
- Palmaria palmata (Linnaeus) Weber & Mohr (espèce type)
- Palmaria stenogona Perestenko

Selon ITIS (26 juillet 2013) :
- Palmaria palmata

Selon NCBI (26 juillet 2013) :
- Palmaria callophylloides
- Palmaria decipiens
- Palmaria hecatensis
- Palmaria marginicrassa
- Palmaria mollis
- Palmaria palmata
  - variété Palmaria palmata var. sarniensis

Selon World Register of Marine Species (26 juillet 2013) :
- Palmaria callophylloides M.W.Hawkes & Scagel, 1986
- Palmaria decipiens (Reinsch) R.W.Ricker, 1987
- Palmaria georgica (Reinsch) R.W.Ricker, 1987
- Palmaria hecatensis M.W.Hawkes, 1985
- Palmaria marginicrassa I.K.Lee, 1978
- Palmaria mollis (Setchell & N.L.Gardner) van der Meer & C.J.Bird, 1985
- Palmaria moniliformis (E.Blinova & A.D.Zinova) Perestenko, 1996
- Palmaria palmata (Linnaeus) Weber & Mohr, 1805
- Palmaria stenogona Perestenko, 1980